# リディック
『リディック』（The Chronicles of Riddick「リディック年代記」）は、2004年に公開されたアメリカ合衆国の映画。2000年のSF映画『ピッチブラック』の続編であり、4年後の世界が舞台である。
リディックはこの映画の主人公であり、『ピッチブラック』にも登場する架空の人物である。どちらもヴィン・ディーゼルが演じた。凶悪な犯罪者で、強靭な肉体を持つ。刑務所で眼球をとりかえており、暗闇でも見える。その目は青白く光る。そのかわり、強い光は見られないようで、明るいところでは黒いゴーグルをつける。

## ストーリー
銀河全体を支配しようとするロード・マーシャル率いる狂信的集団ネクロモンガーが武力と恐怖の力で星を次々と破壊し統治していく。はるかな暗黒の未来、氷の惑星で本能の命じるまま戦い続けるリディックはクールだが生きるためなら獣と化す。20件以上の超A級犯罪で5つの惑星から指名手配を受け、懸賞金がかけられ、トゥームズ率いる賞金稼ぎたちに執拗に追われていたリディックは、旧知のイマムが住むヘリオン星系・ヘリオン第一惑星へ飛ぶ。エーテル状の生命体エレメンタル族の預言者エアリオンは、リディックがロード・マーシャルによって撲滅されたヒューリア人の生き残りだと信じて探していたのだった。
ネクロモンガー艦隊の総攻撃が始まり、リディックは脱出するが、トゥームズに捕まり、惑星クリマトリアの刑務所でかつて自分に憧れていた女性キーラと再会する。ほかの囚人たちと脱出を図るが、司令官ヴァーコとピュリファイアが襲いかかる。ロード・マーシャルにネクロモンガーになれ、と言われて戦うが、リディックを助けたキーラは殺される。勝利したリディックはネクロモンガーの新しいリーダーとして迎えられる。

## スタッフ
- 脚本・監督：デヴィッド・トゥーヒー
- 視覚効果：リズム&ヒューズ
- クリーチャーデザイン：パトリック・タトプロス

## 登場人物・キャスト
リチャード・B・リディック
演 - ヴィン・ディーゼル
前作『ピッチブラック』の舞台となった惑星から脱出した本作の主人公。宇宙を股に掛ける屈指の凶悪犯で、「ピッチブラック」から数年間はジャックやイマムを庇うために極寒の惑星に身を潜めていた。しかし、イマムの差し金でやって来たトゥームズに狙われたことをきっかけに、イマムの住んでいるヘリオン第1惑星に向かい、ロード・マーシャル率いるネクロモンガーと戦うこととなる。ロード・マーシャルが最も恐れる存在の人種「ヒューリア人」の数少ない生き残りである。ネクロモンガーから逃走中にトゥームズ一味に捕えられ監獄惑星クリマトリアに収監され、かつてジャックだった少女キーラと邂逅を果たす。
ロード・マーシャル
演 - コルム・フィオール
ネクロモンガーを統率し、数多くの惑星を消滅させている。動くと霊体が動いたあとに実体が動くという独特の性質を持っており、これを生かした高速移動と攻撃を得意としている。また、相手の魂を身体から抜き取り、その命を奪うこともできる。もともとはこのような能力は持っていなかったが、エアリオンによれば「別の何か」が体の内側に存在していることで能力を手に入れたらしい。預言者に「ヒューリア人が自身を滅ぼす」と予言されたことでヒューリア人を恐れるようになり、ネクロモンガーの統率者になってすぐにヒューリア人を皆殺しにしたが、偶然生き残ったヒューリア人のリディックの存在を知り、彼を過剰に恐れるようになっている。
デイム・ヴァーコ
演 - タンディ・ニュートン
ヴァーコの妻。作中では「ヴァーコ夫人」と呼ばれる。夫のヴァーコ以上の野心家で、隙があれば夫にロード・マーシャルの命を奪わせ、ヴァーコを新たな統率者にしようと画策する。
ヴァーコ
演 - カール・アーバン
ネクロモンガーでロード・マーシャルの配下。マーシャルに対しては忠実であるが、彼の指揮に違和感をおぼえているため、ときおり反論することがある。自身は統率者になることを望んでいないが、妻のデイム・ヴァーコに押しつけられる部分がある。リディックにネクロモンガー実動部隊隊長が殺害されたことで自身が新たな実動部隊隊長となり、監獄惑星クリマトリアに収監されたリディック殺害のために部隊を率いてクリマトリアに向かう。
エアリオン
演 - ジュディ・デンチ
預言者としての力を持つ存在。ネクロモンガー襲来を予知し、イマムにトゥームズをリディックに仕向けさせた張本人である。真の目的はネクロモンガーの打倒で、ロード・マーシャルの最も恐れる存在である「ヒューリア人」の血を引くリディックにロード・マーシャルを倒してもらうことである。ヘリオン第1惑星がネクロモンガーに占領されて以降は、預言者の力を持つことから拘束される。実体のない幽霊に近い存在で、空中を移動したり壁を通り抜けることができ、物理的殺害も不可能である。また、強風に当たると煙のように体の部分がかき消える。
キーラ
演 - アレクサ・ダヴァロス
前作『ピッチブラック』にて「ジャック」という名でリディックとともに生還した少女。生還後、リディックに憧れた為に人殺しの道を歩み、クリマトリアに収監される。身体のあちこちに刃物を仕込んでおり、殺し屋になってから鍛え抜かれた身体能力で相手を瞬殺する。クリマトリア脱出時、ネクロモンガーの一員になる。
ピュリファイア
演 - ライナス・ローチ
ネクロモンガーでロード・マーシャルの側近。占領先の惑星の住民にネクロモンガーの一員になるよう演説する役目を負っている。ヴァーコとともにリディックが収監されたクリマトリアに向かい、ヴァーコらがヘリオン第1惑星に戻った直後、自身だけクリマトリアに留まり、戦いで気を失ったリディックを救出する。その正体はマーシャルによって絶滅したあとに生まれた2人のヒューリア人の一方（もう一方がリディックで、自身は生まれる際にへその緒が首に絡まったために死亡したと言われていた）で、リディックにマーシャル打倒を頼み、自身はクリマトリアの砂嵐と熱によって焼死する。
トゥームズ
演 - ニック・チンランド
宇宙の賞金稼ぎ。懸賞金を貰う代わりにリディックを捕えることを条件としたイマムに依頼される。非常に気取り屋かつ欲深い人間だが、無謀ともいえることを仲間の制止を無視して実行に移そうとする無計画性で、肝心なところでしくじる詰めの甘さが目立つ。自身が筆頭となっているバウンティハンターグループを形成しており、自身を含めて7人のメンバーが描かれている。ヘリオンでリディック捕獲後、クリマトリアにリディックを収監させるも、監獄の支配人に懸賞金の増額を要求したためにネクロモンガー達の目から逃れるという最大のチャンスを逃す。
イマム
演 - キース・デイヴィッド
前作『ピッチブラック』にてジャック（キーラ）、リディックとともに生還した中年の男性。生還後はヘリオン第1惑星で僧侶として妻子とともに平穏に暮らしていたが、エアリオンの預言を知りトゥームズを仕向けてリディックをヘリオンに来させる。ネクロモンガーの襲撃の際に妻子を逃がすために単身、ネクロモンガーの実働部隊隊長に戦いを挑むも返り討ちに遭い死亡する。

### 日本語吹替
| 役名               | 俳優                 | 日本語吹替 | 日本語吹替 |
| 役名               | 俳優                 | 劇場公開版 | ソフト版   |
| ------------------ | -------------------- | ---------- | ---------- |
| リディック         | ヴィン・ディーゼル   | 大塚明夫   | 大塚明夫   |
| ロード・マーシャル | コルム・フィオール   | 大塚芳忠   | 大塚芳忠   |
| デイム・ヴァーコ   | タンディ・ニュートン | 坪井木の実 | 坪井木の実 |
| ヴァーコ           | カール・アーバン     | 宮内敦士   | 宮内敦士   |
| エアリオン         | ジュディ・デンチ     | 池田昌子   | 池田昌子   |
| キーラ             | アレクサ・ダヴァロス | 仲根かすみ | 本田貴子   |
| ピュリファイア     | ライナス・ローチ     | 森田順平   | 森田順平   |
| トゥームズ         | ニック・チンランド   | 辻親八     | 辻親八     |
| イマム             | キース・デイヴィッド | 辻よしなり | 稲葉実     |
| ラジュン           | キム・ホーソーン     | LiLiCo     |            |

- 劇場公開版：VHS・DVDに収録。
- ソフト版：ディレクターズカット版DVD・Blu-rayに収録。

## 前作との関係
前作『ピッチブラック』の続編として作られたが、作風はやや異なる。『ピッチブラック』は、暗闇に生きる怪物と戦い惑星を脱出するという物語で、『エイリアン』のような小さい範囲を描く作風。対する『リディック』は、『スター・ウォーズ』シリーズのような壮大なスペースオペラ的な作風。『ピッチブラック』と同じ作品世界で登場人物は重なるが、ストーリーの直接的な関連性は小さいため、それぞれが独立した作品となっている。

## その他
XboxとWindowsにて『The Chronicles of Riddick: Escape from Butcher Bay』というタイトルでFPSのゲームがあり、2009年にはPlayStation 3、 Xbox 360にて発売された『The Chronicles of Riddick: Assault on Dark Athena』というゲームもある。また『The Chronicles of Riddick: Dark Fury』というタイトルでDVD用のアニメ化もされている。